# Primera serie de sellos postales de Venezuela

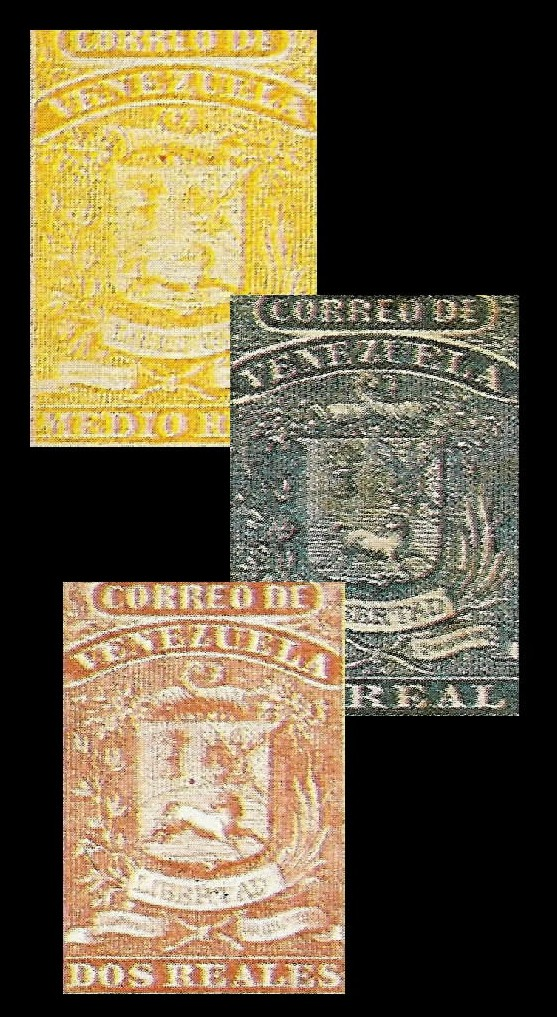
Escudo de Venezuela

La Primera serie de sellos postales de Venezuela inició su circulación el 1 de enero de 1859, esta serie estaba constituida por tres estampillas la primera de ella de color amarillo naranja y con un valor facial de medio real. La segunda de color azul y con valor facial de un real y la tercera de color rojo pálido y de valor facial de 2 reales.

## Reseña histórica
Las estampillas de esta serie son conocidas con el nombre de Escudo de Venezuela, la emisión de dicha estampilla se debe al arduo esfuerzo y constancia José Ignacio Paz Castillo quien se desempeñaba como administrador general del correo de Venezuela, que por más de ocho años le insistió al gobierno de la necesidad de crear un sistema de correo basado en sistema de estampillas; también contribuyeron al logro de esta primera estampilla los señores Jacinto Gutiérrez y Miguel Herrera quien era en 1859 Secretario de Hacienda.
Esta primera serie de estampillas fueron litografiadas en los Estados Unidos en 1858. Y para realizar a negociación se designó Doctor José María Rojas distinguido venezolano que residenciaba en la ciudad Nueva York. Posteriormente las estampillas y todo el material necesario para su impresión fueron enviados a Venezuela en el buque Joseph Maxwel que zarpó del puerto de Filadelfia el 3 de octubre de 1858 llegaron al puerto de La Guaira el 19 de octubre de 1858

## Especificaciones
Las estampillas de esta primera serie se realizaron sobre papel blanco, liso, delgado, apergaminado y semi-transparente. Los sellos no presentaban goma ni pie de imprenta y estaban impresa en la hojas de papel donde había 10 filas horizontales por 10 verticales; su tamaño era 19,5 mm de alto por 13,5 mm de ancho. La impresión se presenta fina y clara, las letras se observan neta y las líneas son precisas. No existen líneas, rayas o señales de separación entre una y otra estampilla.
| Imagen | Año de emisión | Color            | Valor facial | Tiraje     |
| ------ | -------------- | ---------------- | ------------ | ---------- |
|        | 1859           | Amarillo naranja | ½ Real       | 199,300    |
|        | 1859           | Azul             | 1 Real       | 200000     |
|        | 1859           | Rojo pálido      | 2 Real       | 101,000.00 |